# أحمد بن عبد القادر باعشن
أحمد بن عبد القادر بن عمر باعشن الدوعني الحضرمي البكري الشافعي (المتوفى 1052 هـ): عالم دين مسلم اشتهر باسم «شهاب الدين باعشن». وهو فقيه وأديب ومحقق، نشأ في أسرة ذات سيادة ووجاهة علمية لها إسهامات كبيرة في الوادي. درس الفقه على المذهب الشافعي، والعقيدة على المذهب الأشعري. ويعد من أفاضل علماء حضرموت في القرن الحادي عشر، ومن أهم أئمة وادي دوعن وعلمائها، شهدت دوعن في عصره نقلة علمية كبيرة، قال عنه المحبي: «إمام أهل العرفان في عصره وشيخ الأولياء في قطره». وتخرج على يديه مجموعة من أكابر العلماء، وألّف عدة شروحات ومصنفات ورسائل فقهية وأدبية.
ترجم له العديد من العلماء منهم: المؤرخ إسماعيل باشا البغدادي، والفقيه الحنفي المؤرخ محمد بن فضل الله المحبي، والفقيه اللغوي علوي بن طاهر الحداد، ومفتي حضرموت عبد الرحمن بن عبيد الله السقاف.

## نسبه وعشيرته
ينحدر من أسرة علم وأدب لها مقامها الرفيع في المنطقة إذا يعدوا من طبقة مشايخ العلم والدين في المجتمع الحضرمي، ولهم رباط علمي أسسه جدهم صاحب الرباط علي بن إبراهيم المكنّى بأبي عشن. ينتمون إلى سلالة محمد بن عبد الرحمن بن أبي بكر الصديق. وقد ذكر  مفتي حضرموت عبدالرحمن بن عبيد الله السقاف انهم من أشراف همدان في أرض خيوان. وقد نسبته حمير بأنه الرعيني ثم الحميري نسبًا وانهم كانوا ملوكًا لبنو اصبى بن دافع من همدان.
اسمه كاملا:
أحمد بن عبد القادر بن عمر بن عبد القادر بن عمر بن عبد الله بن أبي بكر بن عبد الله بن الشيخ علي بن إبراهيم المكنّى بأبي عشن.

## مولده ونشأته
ولد في قرية رباط باعشن في وادي دوعن بحضرموت في أواخر القرن العاشر الهجري. ونشأ نشأة صالحة فأسرته أسرة علمية ساهمت في إنشاء رباط علمي ساهم في تأدية رسائل العلوم الشرعية، وتعلم القرآن على يد والده عبد القادر بن عمر باعشن وحفظه، وقرأ عليه بعض المختصرات العلمية، وحفظ مراتب الشريعة، ثم درس الفقه على المذهب الشافعي على يد الشيخ عبد الله باعشن، ثم أكمل بقية تعليمه علي يد الشيخ عمر بن عيسى باركوة السمرقندي.

## مكانته العلمية
كان من أعيان علماء دوعن وأفاضلها، اشتهر بحسن العبارة وغزارة الفهم وقوة البلاغة في كتاباته، وكان شديد الغضب إذا انتهكت حرمات الله وشديدا في تمحيص المسائل. كان في أكثر من موضع يقول بأن كلامه ينفي الوحدة والاتحاد، وينفي اعتقاد القدرية والجبرية ويرد عليهم بما يوافق الكتاب والسنة. وكان يأتيه طلاب العلم من مختلف مناطق حضرموت، كالشيخ علي بن عبد الله باراس، وكانوا يدرسون عنده ويستقرون في قريته ويعرضون له المسائل، ولا ينفكون عنه حتى يأمرهم بأن يرجعوا إلى أهاليهم أو يأمرهم بأن ينشروا الدعوة في مناطق يضعف فيها الوازع الديني.
قال المؤرخ المحبي عنه في ترجمته: «الشيخ أحمد بن عبد القادر بن عمر الدوعني الحضرمي خلاصة الخلّان ومأمن المخلصين وصفوة الصفوة من الصوفية المحققين وزبدة الزبدة من أهل التمكين إمام أهل العرفان في عصره…»

## تلاميذه
تخرج على يديه العديد من العلماء المحققين، ومن أبرز من تعلم عنده:
- صاحب الراتب الحبيب عمر بن عبد الرحمن العطاس[17]
- عبد الرحمن بن إبراهيم باعلوي الشهير بالمعلم[18]
- عمر بن حسين بن عبد الرحمن بن الشيخ علي[19]
- علي بن عمر بن الشيخ[20]
- علي بن عبد الله باراس[21]

## مؤلفاته
لديه العديد من المؤلفات والشروحات من أبرزها:
- شرح كتاب «البيان والمزيد المشتمل على معاني التنزيه وحقائق التوحيد على أنس الوحيد ونزهة المريد» لأبي مدين شعيب التلمساني
- «جلاء الأبصار وصلاح السرائر»
- «لوامع الأنوار حلية الفقر من مطالع الأسرار مسافة القصر»
- حاشية على حزب الفتح وحزب النصر
- «شرح مشكلات الأمر المحكم المربوط وفتح مغلقاته»[22]

## وفاته
توفي في اليوم الثاني عشر من شهر شعبان سنة 1052 هـ الموافق للخامس من شهر نوفمبر سنة 1642 م في قريته ودفن في مقبرة تدعى سيدة.